# IX Liceum Ogólnokształcące im. Bohaterów Monte Cassino w Szczecinie

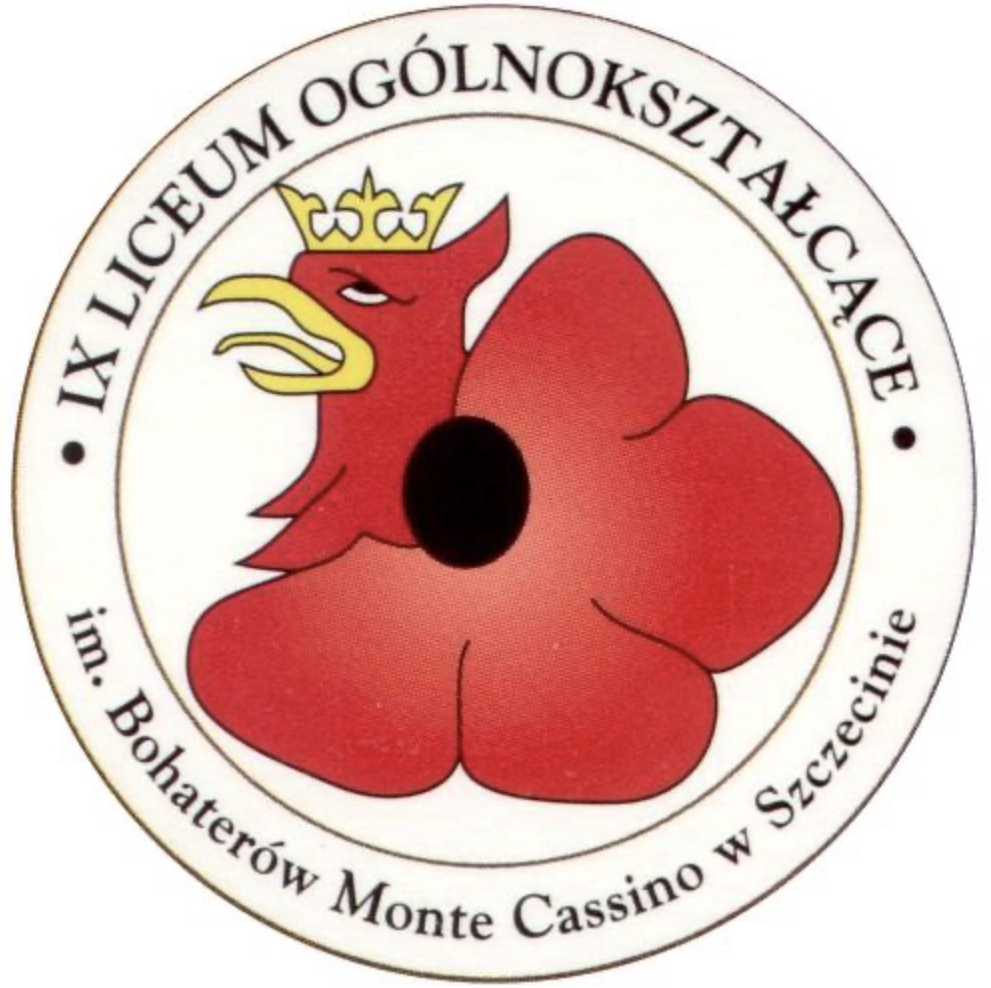
Logo szkoły

IX Liceum Ogólnokształcące im. Bohaterów Monte Cassino w Szczecinie – szkoła ponadpodstawowa w Szczecinie.

## Historia

### Przed 1945

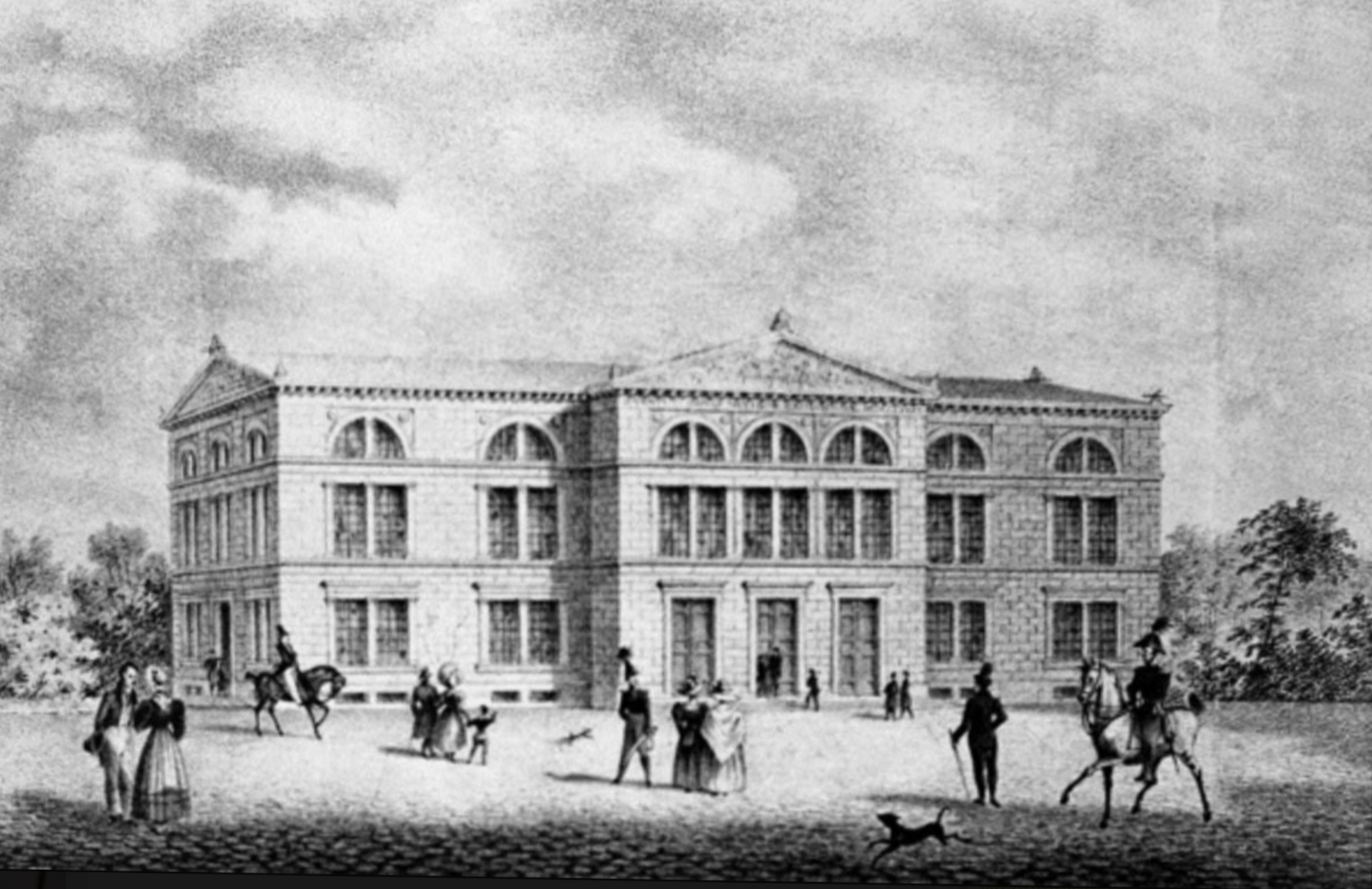

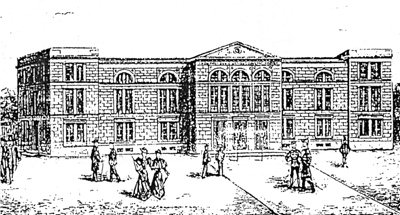
Gimnazjum Mariackie wybudowane na miejscu kościoła pw. NMP. Widok od południa, po 1884 r.

Historia szkoły przy pl. Mariackim sięga drugiej połowy XIII wieku. W 1263 rozpoczęto tu budowę kościoła pod wezwaniem Najświętszej Marii Panny, przy którym od XIII w. funkcjonowała męska Szkoła Mariacka przygotowująca do stanu duchownego.  
Po wprowadzeniu na Pomorzu reformacji (1534) na jej miejscu Filip Pobożny utworzył fundację (1541) utrzymującą powstałe w dwa lata później Pedagogium Książęce. Pierwotnie miał to być uniwersytet, jednak zbyt małe fundusze sprawiły, iż stało się instytucją o charakterze pośrednim między szkołą średnią a wyższą. 
W wyniku wojny 30-letniej Szczecin znalazł się pod panowaniem Szwedów i wówczas nastąpił upadek szkoły. W 1667 władze szwedzkie rozwiązały ją i utworzyły gimnazjum Carolinum, które przestało funkcjonować, gdyż większość uczniów wzięła udział w wygranej przez Prusy wojnie szwedzko-pruskiej. 
Z inicjatywy króla pruskiego Fryderyka Wilhelma I nastąpiła przebudowa budynku gimnazjum w stylu neoklasycznym. Wkrótce po pożarze Kościoła Mariackiego z 14 lipca 1789 przeprowadzone egzaminy końcowe wykazały, że szkoła nie spełnia wymogów akademickich i w wyniku zarządzenia z 25 stycznia 1805, połączono ją z liceum miejskim tworząc Mariackie Gimnazjum Królewskie. 
W swej historii budynek ulegał licznym przebudowom. W 1830, ze względu na bardzo zły stan budynku szkolnego, staraniem dyrektora Kocha i ze znacznym poparciem władz miejskich, rozpoczęto budowę nowego gmachu, którą zakończono 2 lata później. Projekt został wykonany przez radcę budowlanego Scabella, przypuszczalnie na podstawie szkicu Karla Schinkla. W 1838 we wsi Turzyn wybudowano dla gimnazjum pierwszą salę gimnastyczną, dopiero 33 lata później sala taka znalazła się w gmachu szkoły. Ponieważ gimnazjum nie zdołało pomieścić wszystkich uczniów, w 1884 dobudowano jeszcze dwa skrzydła. W tej postaci, z wyjątkiem zmian wewnętrznych, budynek przetrwał do dziś. 
Od 1916 Gimnazjum Mariackie funkcjonowało już w nowym gmachu przy ul. Henryka Pobożnego, zajmowanym dziś przez II Liceum Ogólnokształcące im. Mieszka I.

### Po 1945
Od 1961 siedzibę swoją znalazła w nim Szkoła Podstawowa nr 40, a od 1966 – także Liceum Pedagogiczne oraz Korespondencyjne Liceum Pedagogiczne dla Pracujących. 1 września 1972 rozpoczęło swoją działalność IX Liceum Ogólnokształcące w Szczecinie. W 1976 na podstawie decyzji Kuratora Oświaty i Wychowania, IX LO połączono z LO Zaocznym dla Pracujących im. Komisji Edukacji Narodowej. W 1977 nadano szkołom wspólną nazwę Zespołu Szkół Ogólnokształcących nr 6. W tym samym roku zlikwidowano SP nr 40. W latach 1971-1977 funkcjonowało w auli szkolnej przedszkole. Tymczasowo w 1981 swoją siedzibę miała tu Szkoła Podstawowa nr 37. W latach 1981-1988 decyzją Ministra Kultury i Sztuki funkcjonowało tu także równocześnie Państwowe Liceum Muzyczne. Uczniowie tej szkoły uczyli się w "dziewiątce" przedmiotów ogólnokształcących, zaś zajęcia z przedmiotów artystycznych odbywały się w równie zabytkowym budynku Państwowej Szkoły Muzycznej II stopnia przy ulicy Staromłyńskiej. Po przeniesieniu szkoły do gmachu na ulicę Staromłyńską młodzi muzycy jeszcze do 1992 korzystali z pomieszczeń, kadry pedagogicznej i gabinetów opieki medycznej w IX Liceum.
W 1985 roku budynek został wpisany do rejestru zabytków.
1 września 2000 rozpoczęło swoją działalność Gimnazjum Nr 42 w Szczecinie, istniejące do 2019.

## Kontakty zagraniczne
IX Liceum Ogólnokształcące współpracuje ze szkołami za granicą oraz realizuje projekty edukacyjne. Oto kilka najważniejszych realizowanych w ostatnim czasie:
- Współpraca z Christa - und-Scherpf Gymnasium w Prenzlau: wieloletni projekt, w ramach którego uczniowie realizują wspólne przedsięwzięcia, uczestniczą w warsztatach, wycieczkach, oraz koncertach.
- Współpraca z Fridrich-Ebert- Schule - projekt wymiany młodzieży. Reaktywacja współpracy ze szkołą w Hamburgu, opierającej się na udziale uczniów w zajęciach lekcyjnych, w ramach których dyskutują wcześniej przygotowaną problematykę społeczno-kulturową.
- Projekt „Trójkąt Weimarski”: w jego ramach młodzież prezentowała projekty na temat historii miasta i szkoły oraz uczestniczyła w prelekcjach mi. o średniowiecznym systemie kształcenia.
- Współpraca z Kantonschule Hottingen w Zurychu to wieloletni projekt, w ramach którego uczniowie realizują wspólne przedsięwzięcia z różnych dziedzin nauki i kultury.
- Projekt Hochschule Wismar: studia Wirtschafstinformatik przybliżający młodzieży polskiej zasady i możliwości studiów w Niemczech.
- „Stauffenbergs Gefährten. Widerstand und Zivilcourage früher und heute”: polsko-niemiecki projekt związany z historią Żydów w czasie II wojny światowej. Uczniowie wzięli udział w obchodach 75 rocznicy deportacji Żydów niemieckich ze Szczecina. „Du, ich und unser Europa im europäischen Miteinander“ jest polsko-niemiecko-francuskim projektem poświęconym zagadnieniom wspólnych działań młodzieży w zjednoczonej Europie.

## IX LO w rankingu Perspektywy
Lokaty zajmowane przez IX LO w Szczecinie w Ogólnopolskim Rankingu Liceów Ogólnokształcących

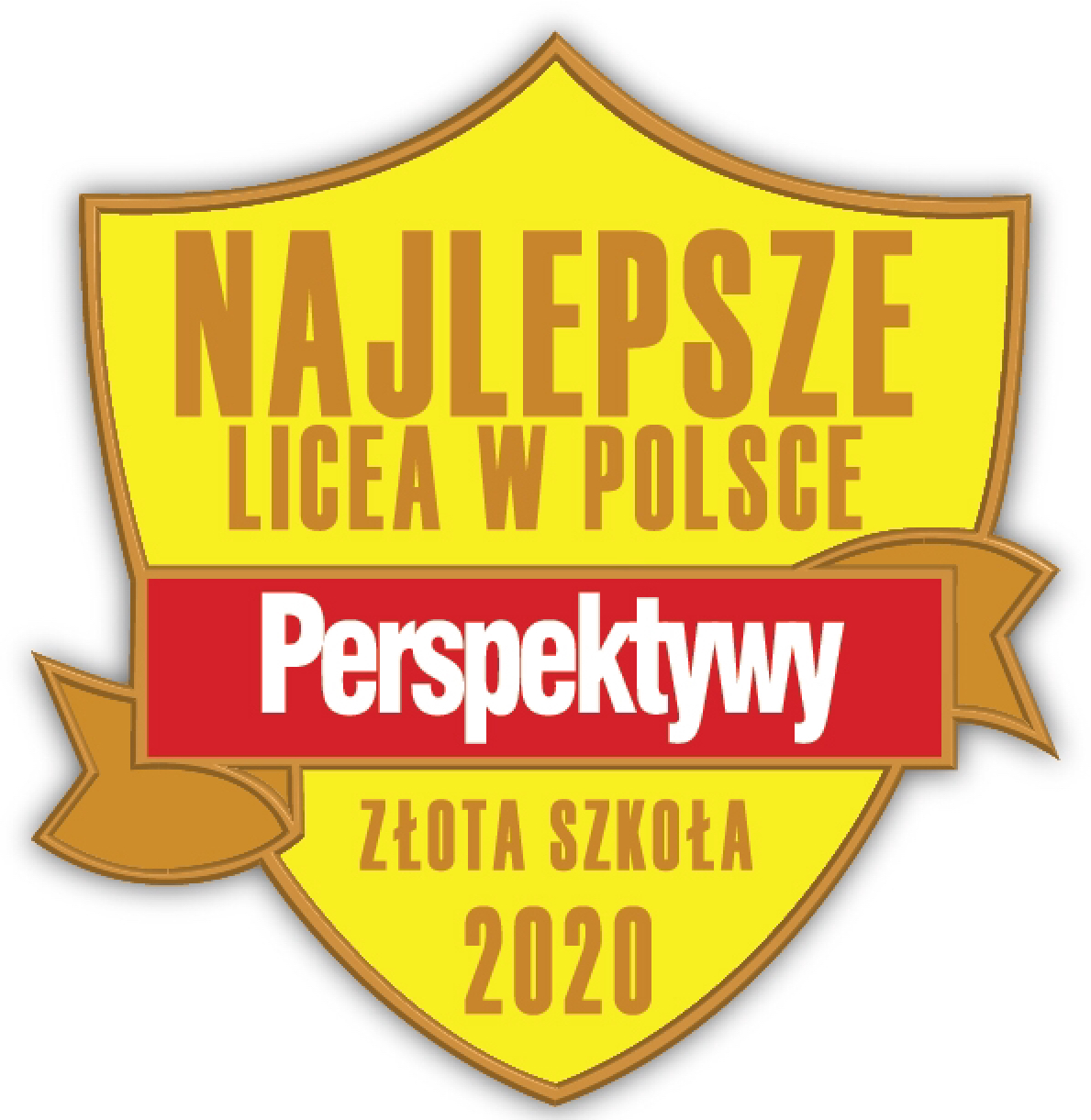
Złota tarcza perspektywy 2020

| Rok  | Miejsce w Polsce | Miejsce w Województwie | WSK   |
| ---- | ---------------- | ---------------------- | ----- |
| 2013 | 85               | 5                      | 52,67 |
| 2014 | 81               | 4                      | 53,47 |
| 2015 | 64               | 3                      | 56,54 |
| 2016 | 170              | 5                      | 49,63 |
| 2017 | 246              | 8                      | 45,16 |
| 2018 | 183              | 5                      | 48,36 |
| 2019 | 214              | 9                      | 45,57 |
| 2020 | 150              | 6                      | 45,40 |
| 2021 | 195              | 7                      | 52,11 |
| 2022 | 246              | 7                      | 47,25 |
| 2023 | 255              | 7                      | 51,18 |

## Średnia wyników matur podstawowych
Średnie wyniki z matury na poziomie podstawowym.
| Rok  | Język polski (pisemny) | Matematyka | Język angielski (pisemny) | Język niemiecki (pisemny) | Język francuski (pisemny) |
| ---- | ---------------------- | ---------- | ------------------------- | ------------------------- | ------------------------- |
| 2019 | 55.68%                 | 61.21%     | 95.68%                    | 97%                       | 87%                       |
| 2018 | 56.33%                 | 57.06%     | 94.43%                    | 92.83%                    | 97.33%                    |
| 2017 | 55.94%                 | 55.73%     | 94.9%                     | 95.81%                    | 83.5%                     |
| 2016 | 56.88%                 | 59.21%     | 93.03%                    | 94.33%                    |                           |
| 2015 | 72.85%                 | 77.93%     | 93.76%                    | 97%                       | 92.29%                    |

## Profil szkoły
Liceum prowadzi klasy:
| Klasy                             | Rozszerzenia                                                               | Patronat                                                                                             |
| --------------------------------- | -------------------------------------------------------------------------- | --- |
| Matematyczno - Informatyczna      | Matematyka, Język Obcy, Informatyka                                        | Patronat Politechniki Morskiej                                                                       |
| Lingwistyczna                     | Język Angielski, Geografia lub Język Polski, Język Niemiecki lub Francuski | Patronat Wydziału Filologicznego Uniwersytetu Szczecińskiego                                         |
| Prawno - kulturowa                | Język Polski, Historia, Język Obcy                                         | Patronat Wydziału Prawa i Administracji Uniwersytetu Szczecińskiego                                  |
| Dwujęzyczna z Językiem Niemieckim | Język Niemiecki, Historia, Geografia                                       | Patronat Instytutu Germanistyki Uniwersytetu Szczecińskiego                                          |
| Medyczno - Biotechnologiczna      | Biologia, Język Obcy, Chemia                                               | Patronat Zachodniopomorskiego Uniwersytetu Technologicznego oraz Pomorskiego Uniwersytetu Medycznego |
| Matematyczno - Fizyczna           | Matematyka, Język Obcy, Fizyka                                             | |
| Menedżerska                       | Język Angielski, Język Niemiecki lub Francuski, Geografia                  | Patronat Zachodniopomorskiej Szkoły Biznesu                                                          |

## Znani absolwenci szkoły
- Young Leosia, właściwie Sara Sudoł, piosenkarka, raperka, autorka tekstów[6]
- Agnieszka Skrzypulec, żeglarka, wicemistrzyni olimpijska, mistrzyni świata w żeglarstwie[7]
- Tomasz Lazar, fotograf, laureat międzynarodowej nagrody World Press Photo[8]